# Wiktor Czarnocki

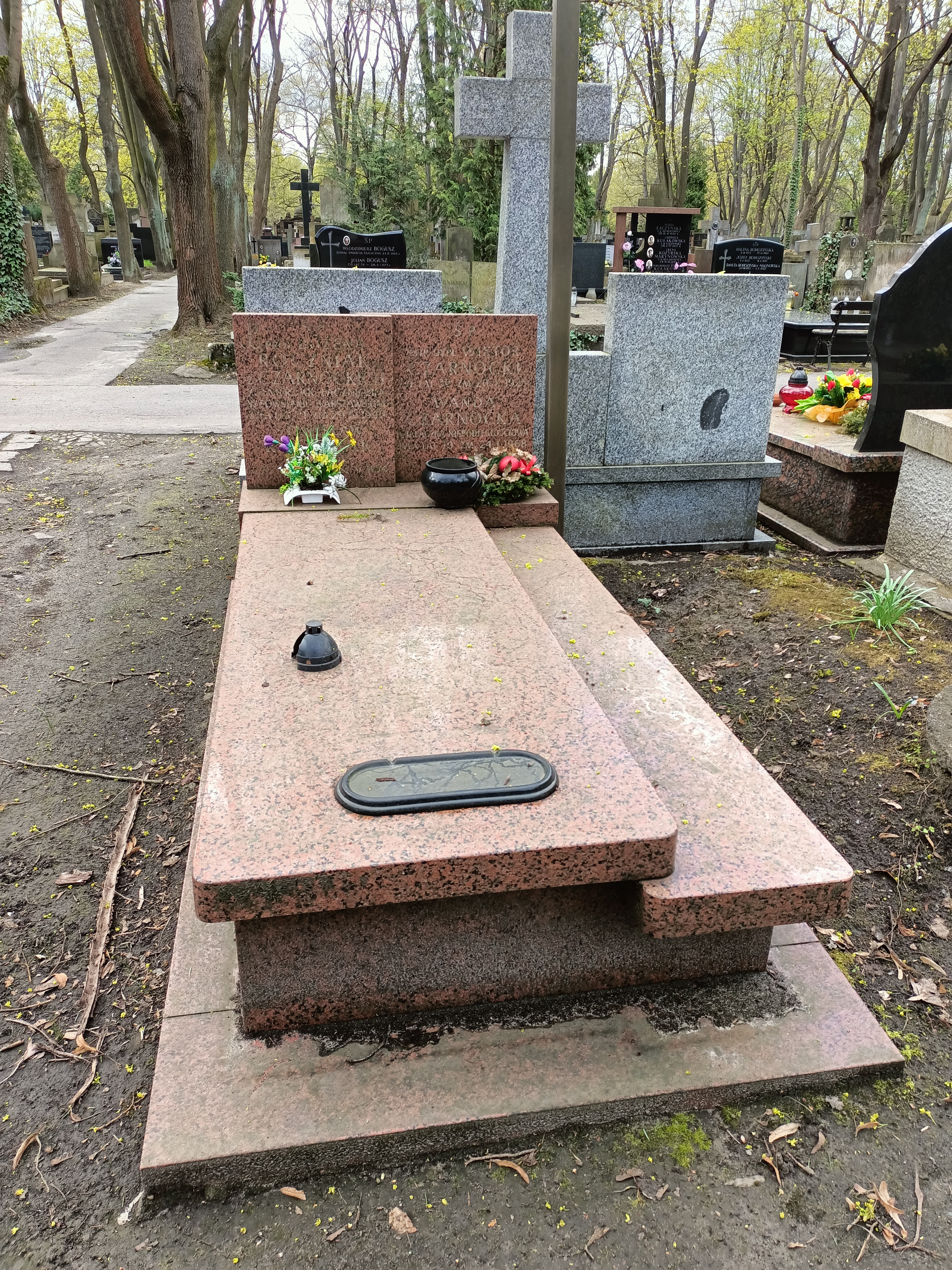
Grób Wiktora Czarnockiego na Cmentarzu Powązkowskim w Warszawie

Wiktor Czarnocki (ur. 23 maja 1886 w majątku Nacz, zm. 25 października 1925 w Warszawie) – major Sztabu Generalnego Wojska Polskiego, kawaler Orderu Virtuti Militari, inżynier agronom.

## Życiorys
Urodził się 23 maja 1886 w majątku Nacz, w ówczesnym powiecie słuckim guberni mińskiej, w rodzinie Stanisława.
W 1903 ukończył 2 Gimnazjum w Żytomierzu. W latach 1903–1910 studiował w Akademii Rolniczej w Wiedniu, a następnie w Akademii Rolniczej w Moskwie. W latach 1910–1914, jako inżynier agronom prowadził prace melioracyjne na Podolu i Wołyniu. 30 września 1912 wstąpił do 16 Baterii Artylerii Konnej (ros. 16-я конно-артиллерийская батарея) w Żytomierzu na prawach jako wolontariusza (ros. Вольноопределяющийся). 29 marca 1913, po ukończeniu kursu szkolnego, został mianowany bombardierem. 16 czerwca tego roku awansował na młodszego fajerwerka (ros. младший фейерверкер), a 24 lipca zdał egzamin na chorążego rezerwy artylerii polowej. 2 sierpnia 1913 został zwolniony do rezerwy, a 28 września tego roku mianowany chorążym rezerwy artylerii konnej. 2 września 1914 został zmobilizowany do 3 Brygady Artylerii, która wchodziła w skład 3 Dywizji Piechoty.
W latach 1914–1917 walczył w szeregach Armii Imperium Rosyjskiego. Dwukrotnie ranny. Awansował na kapitana artylerii.
Po rewolucji lutowej, jako pełnomocnik Polskiej Organizacji Wojskowej na Kaukaz i przedstawiciel Polskiej Centrali Wojskowej w Tyflisie, był jednym z organizatorów polskich oddziałów wojskowych wchodzących w skład Brygady Kaukaskiej. Powołany przez polskie organizacje społeczne na stanowisko komisarza do spraw polskich przy Ispołkomie (ros. komitet wykonawczy) w Piatigorsku otaczał opieką rodaków oraz organizował i kierował ewakuacją Polaków do kraju.
W grudniu 1918 przybył do Warszawy. W tym samym miesiącu, z rozkazu Józefa Piłsudskiego, udał się do Kijowa, gdzie objął Komendę Naczelną Nr III Polskiej Organizacji Wojskowej. Przez dziewięć miesięcy prowadził działalność wywiadowczą oraz dywersyjno-powstańczą na tyłach wojsk bolszewickich. Za dokonane czyny 6 maja 1921 ówczesny szef Oddziału II Sztabu Głównego, podpułkownik Ignacy Matuszewski sporządził wniosek na odznaczenie kapitana Czarnockiego Orderem Virtuti Militari.
W sierpniu 1919 wrócił do Warszawy. Po kilkudniowym pobycie w stolicy wyjechał do Kamieńca, gdzie pełnił funkcję oficera łącznikowego Naczelnego Dowództwa Wojska Polskiego przy rządzie atamana Petlury. W styczniu 1920 po powrocie do Warszawy przydzielony został do Sztabu Generalnego, w którym objął kierownictwo Referatu Narodowościowego. Od kwietnia 1920, od wyprawy kijowskiej znajdował się w ścisłym sztabie Naczelnego Wodza.
1 czerwca 1921 pełnił służbę w Oddziale II Naczelnego Dowództwa WP. Następnie pełnił służbę w Oddziale II Sztabu Generalnego na stanowisku szefa referatu. 3 maja 1922 zweryfikowany został w stopniu majora ze starszeństwem z 1 czerwca 1919 i 150. lokatą w korpusie oficerów artylerii, a jego oddziałem macierzystym był 1 dywizjon artylerii konnej. Z dniem 2 listopada 1923 przydzielony został do Wyższej Szkoły Wojennej w Warszawie, w charakterze słuchacza jednorocznego Kursu Doszkolenia. Z dniem 15 października 1924, po ukończeniu kursu i uzyskaniu dyplomu naukowego oficera Sztabu Generalnego, przydzielony został do organizującego się wówczas Dowództwa Korpusu Ochrony Pogranicza w Warszawie. W Dowództwie KOP pełnił obowiązki szefa Oddziału Operacyjnego Sztabu, pozostając oficerem nadetatowym 10 dywizjonu artylerii konnej w Jarosławiu. W następnym roku urlop wypoczynkowy spędził na Kresach. W czasie urlopu jego organizm został zainfekowany. Zmarł 20 października 1925 w Warszawie. Został pochowany na Cmentarzu Powązkowskim w Warszawie.
Wiktor Czarnocki był dwukrotnie żonaty. Pierwszą żoną była Wanda z Kraśnickich. Z drugą żoną Wandą (ur. 1897, zm. 24 stycznia 1968), córką Władysława i Marii Pigłowskich, działaczką niepodległościową, z którą miał córkę Marię Bożenę Roczniak ps. „Grażyna” (1923–1995), żołnierza kompanii „Lena”–„Dysk”.
Wiktor i Wanda Czarnoccy byli osadnikami wojskowymi. Otrzymali działki w osadzie Hłaskowszczyzna, w powiecie nieświeskim.

## Ordery i odznaczenia
- Krzyż Srebrny Orderu Wojskowego Virtuti Militari nr 5250 – 28 lutego 1922[16]
- Krzyż Niepodległości z Mieczami – 6 czerwca 1931 „za pracę w dziele odzyskania niepodległości”[17]
- Krzyż Walecznych trzykrotnie
- Order Świętego Stanisława 3 stopnia z mieczami i kokardą – 16 listopada 1915[18]
- Order Świętej Anny 4 stopnia – 29 listopada 1915[18]